# Ducado de Módena
El ducado de Módena y Reggio fue un estado italiano que comprendía en su período de máxima expansión también el ducado de Mirandola, el ducado de Massa y Carrara y el ducado de Guastalla y que existió, salvo un breve intervalo entre 1798 y 1814, de 1452 a 1859, bajo el dominio de la Casa de Este y después de los Habsburgo-Lorena.

## Orígenes
El comune libre de Módena en 1288, a causa de las luchas intestinas entre las familias nobles locales, había renunciado a la libertad comunal con el juramento de fidelidad a Obizzo II de Este, marqués de Ferrara. Un año después también Reggio se ofreció a Obizzo II que se convirtió de esta forma en señor de estas dos provincias como feudatario del emperador, mientras que por Ferrara lo era del Papa.
En 1452 Borso de Este (1413-1471) recibió del emperador Federico III de Habsburgo el título de duque de Módena y Reggio y en 1471 del Papa Paulo II el título de duque de Ferrara.

## La pérdida de Ferrara

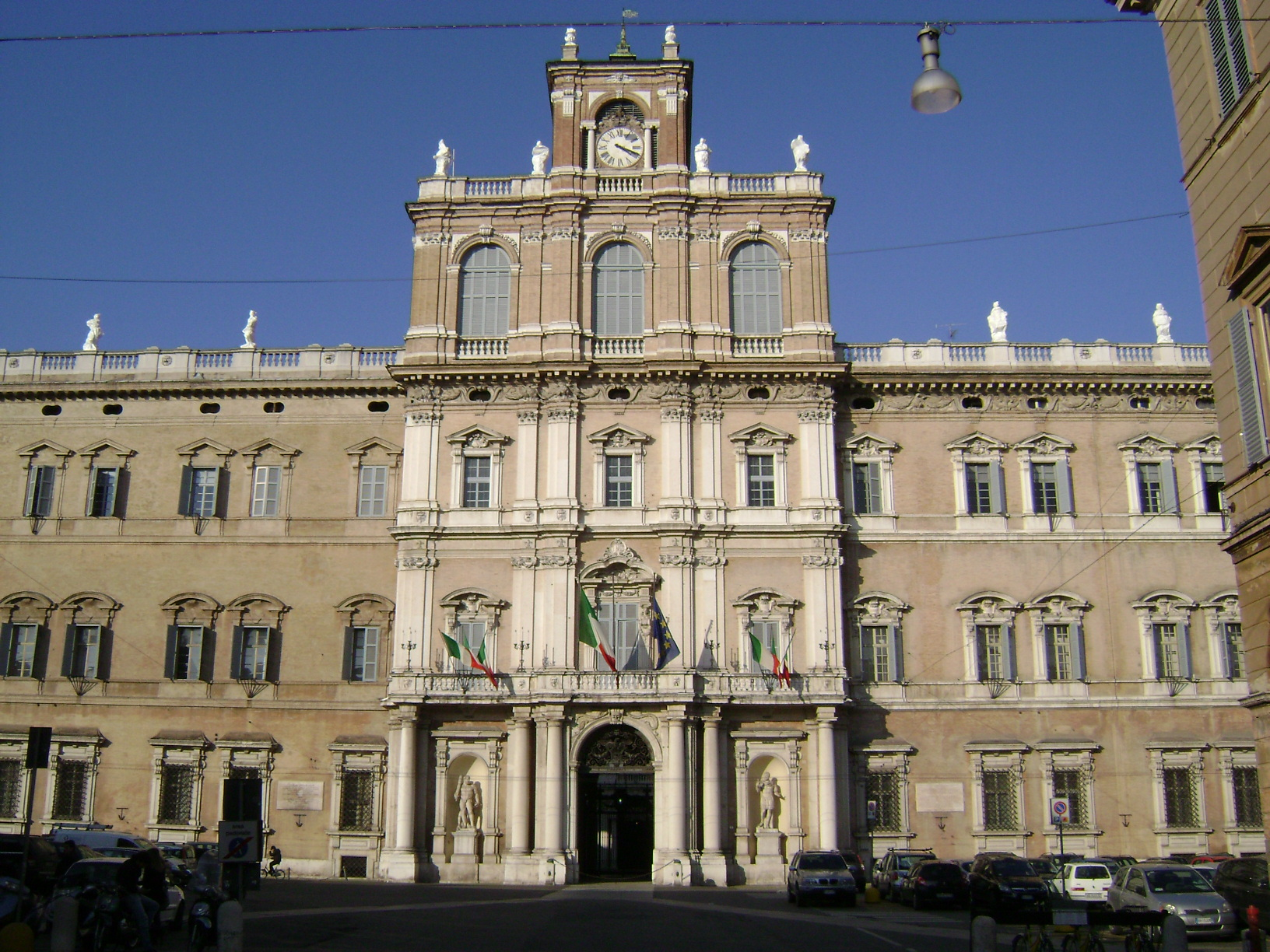
Palacio Ducal de Módena.

Italia en 1796 con los territorios del ducado de Módena en verde oscuro.

El 27 de octubre de 1597 moría el duque Alfonso II de Este, que no había tenido hijos a pesar de haberse casado en tres ocasiones y a pesar de que el famoso astrólogo Nostradamus había previsto el nacimiento de un varón de su tercera mujer (Margarita Gonzaga).
Alfonso II había designado en su testamento a su primo César de Este como heredero y sucesor, pero este no fue reconocido por el papa Clemente VIII (Ippolito Aldobrandini di Fano) que, después de casi 260 años de buen gobierno de los de Este del feudo papal, quería recuperar el pleno dominio sobre Ferrara, que se había convertido en el Cinquecento un centro de alto valor artístico y cultural con una corte espléndida.
El Papa consideraba a César un descendiente ilegítimo de Alfonso I de Este, que se había casado en primer lugar con Ana María Sforza y después, muerta ésta, con Lucrecia Borgia y había tenido cuatro hijos, dos legítimos: Hércules II de Este, que le sucedió, e Hipólito de Este, cardenal, y dos con Laura Dianti: Alfonso y Alfonsino.
Las crónicas de aquel tiempo narran que Alfonso I para "satisfacer su exuberancia [...] contrató a una concubina" Laura Dianti, hija de un fabricante de sombreros de Ferrara, con la que se casó poco tiempo antes de morir y a la cual donó la residencia de la Delizia del Verginese asignando a su hijo Alfonso el territorio de Montecchio, elevado a marquesado por el emperador Fernando III. Alfonso se casó con Giulia della Rovere, hija del duque de Urbino y de este matrimonio nació César, que el papa no quiso reconocer como descendiente legítimo de los de Este, apelando a una bula papal en la que Pío V excluía de las sucesiones en los feudos imperiales a los descendientes ilegítimos.
Clemente VIII excomulgó a César cuando se proclamó duque y envió a sus tropas comandadas por el cardenal Pietro Aldobrandini a Faenza en las fronteras del ducado. A César, de carácter muy dócil, traicionado también por sus aliados, no le quedó otra cosa que ceder. El ducado se redujo tan solo a las dos provincias de Módena y Reggio, feudos imperiales y no pontificios, con Módena como capital, preferida frente a Reggio por el nuevo duque.

## El desarrollo posterior

Bandera del Ducado de Módena a partir de 1830.

Eventos bélicos posteriores permitieron a los de Este adquirir la soberanía sobre el principado de Correggio en 1641, el ducado de la Mirandola en 1710 y el condado de Novellara y Bagnolo in Piano en 1737, antiguos estados independientes. Desde inicios del siglo XV pasó a formar parte del ducado también una buena parte de Garfagnana y desde 1530 el condado (más tarde principado) de Carpi.
En 1796 el ducado fue ocupado por Napoleón Bonaparte y pasó a formar parte de la República Cispadana. Con el Congreso de Viena en 1815 el ducado pasó a Francisco IV de Habsburgo-Este, que además heredó a la muerte de su madre, María Beatriz de Este, en 1829 los territorios del ducado de Massa y Carrara obteniendo así una salida al mar. En este período el ducado comprendía oficialmente las siguientes provincias: Módena, Reggio, Mirandola, Frignano, Garfagnana, Lunigiana, Massa y Carrara. Con un tratado pacífico (Tratado de Florencia, 1844), en 1847 el ducado alcanzó su máxima extensión territorial gracias a la anexión del ducado de Guastalla, antes perteneciente al ducado de Parma y Piacenza, y de varios exclaves de Lucca y del Gran Ducado de Toscana en el norte de esta región.
Su territorio, junto a Parma y la Toscana, pasaron a formar parte de las provincias unidas de la Italia central unificada, anexionadas al Reino de Cerdeña en 1860.